# Serhij Czebotariow
Serhij Jurijowycz Czebotariow, ukr. Сергiй Юрiйович Чеботарьов (ur. 26 marca 1991 w Dniepropietrowsku) – ukraiński piłkarz, grający na pozycji pomocnika.

## Kariera piłkarska

### Kariera klubowa
Wychowanek Szkoły Sportowej Dnipro Dniepropetrowsk, barwy których bronił w juniorskich mistrzostwach Ukrainy (DJuFL). Karierę piłkarską rozpoczął 8 marca 2008 w drużynie rezerw Dnipra Dniepropetrowsk. Potem występował w drużynie rezerw Krywbasa Krzywy Róg i FK Sewastopol, a w drugoligowym zespole Naftowyk-Ukrnafta Ochtyrka był jedynie rezerwowym. Zimą 2011 został wypożyczony do mołdawskiej Iscra-Stali Rybnica, gdzie dopiero debiutował w podstawowym składzie. Jesienią 2012 bronił barw klubu Dynamo-Chmielnicki, a na początku 2013 został piłkarzem Sławutycza Czerkasy. W lipcu 2014 zasilił skład Hirnyka Krzywy Róg. Rozegrał tylko jeden mecz i po zakończeniu sezonu odszedł do zespołu Kafa Teodozja. W styczniu 2016 przeszedł do gruzińskiego SK Zugdidi, w którym grał do końca czerwca 2016. Potem wrócił do Kafy Teodozja. W 2017 występował w Bukowynie Czerniowce. W 2018 bronił barw tadżyckiego FK Chodżent. 23 lutego 2019 podpisał kontrakt z Weresem Równe, ale już po 3 dniach klub anulował kontrakt z przyczyny gry w mistrzostwach okupowanego Krymu.

### Kariera reprezentacyjna
Występował w studenckiej reprezentacji Ukrainy.

## Sukcesy i odznaczenia

### Sukcesy klubowe
Iscra-Stali Rybnica
- zdobywca Pucharu Mołdawii: 2010/11